# Andrij Bacula
Andrij Serhijovyč Bacula (in ucraino Андрій Сергійович Бацула?; Kremenčuk, 16 febbraio 1992) è un calciatore ucraino, difensore del Vorskla.

## Carriera

### Club
Ha giocato nella prima divisione ucraina ed in quella bielorussa.

### Nazionale
Ha giocato nelle nazionali giovanili ucraine Under-16 ed Under-17.

## Palmarès

### Club

#### Competizioni nazionali
- Perša Liha: 1

Zirka: 2015-2016